# Борислав Менков
Борислав Георгиев Менков е български анархист, считан за един от най-дейните анархисти в България през XX век.
Борислав Менков е роден на 16 септември 1915 г. в град Кюстендил, където се и изучва. Става организатор на анархистически групи като студент в Австрия и България. По някое време взима участие в Испанската гражданска война като доброволец. Попада в ръцете на полицията на Царство България, а след деветосептемврийския преврат е секретар на Федерацията на анархо-комунистите за Южна България.
Борислав Менков през март 1945 г. като делегат на провежданата в Княжево конференция на анархо-комунистите е арестуван заедно другите участници в нея от органите на Държавна сигурност (милицията). Тогава е въдворен за „превъзпитание“ в концлагера към мина „Куциян“. През 1948 г. отново е арестуван и изпратен в съседното ТВО (трудово-възпитателно общежитие) в село Богданов дол. След тези репресии е преместен в коцлагера на остров Белене, където е затворник до 2 ноември 1953 г., като жена му с двете им деца са изселени от властите в село Светлен.
През 1969 или 1970 г. Борислав Менков разбира, че ДС продължава системно да го следи. С кого контактува или пие кафе, кой влиза у дома му, какво и кому е казал нещо при случайна среща, на кого изпраща картичка за поздрав и.т.н. Държавна сигурност го води на отчет до 1981 г. Борислав Георгиев Менков почива в Кюстендил на 16 април 1993 г.